# Jacob van Hugtenburg
Jacob van Hugtenburg, född 1639, död 1670, var en nederländsk målare. Han var bror till Jan van Hugtenburg.
Hugtenburg målade mest romerska veduter och italienska landskap. Han är bland annat representerad på Statens Museum for Kunst.